# Austinia
Austinia là một chi rêu trong họ Fabroniaceae.